# San Pedro de Macorís (tỉnh)
San Pedro de Macorís là một tỉnh của Cộng hòa Dominica, tỉnh lỵ cùng tên. Tỉnh lỵ có ngành công nghiệp mía đường, nằm gần thủ đô Santo Domingo.

## Các đô thị và các huyện đô thị
Đến thời điểm ngày 20 tháng 10 năm 2006, tỉnh này được chia thành đô thị (municipio) và các huyện đô thị (distrito municipal - D.M.):
- Consuelo
- Guayacanes
- Quisqueya
- Ramon Santana
- San Jose de los Llanos
  - Gautier (D.M.)
  - El Puerto (D.M.)
- San Pedro de Macorís

Dưới đây là bảng các đô thị và huyện đô thị.
| Tên                           | Tổng dân số | Dân số đô thị | Dân số nông thôn |
| ----------------------------- | ----------- | ------------- | ---------------- |
| Consuelo                      | 34586       | 28688         | 5898}}           |
| Quisqueya                     | 20236       | 16588         | 3648}}           |
| Ramon Santana                 | 15685       | 5681          | 10004}}          |
| San Jose de los Llanos        | 36276       | 9982          | 26294}}          |
| San Pedro de Macorís          | 306970      | 278316        | 28654}}          |
| San Pedro de Macorís province | 413753      | 339255        | 74498}}          |